# Đào ngũ

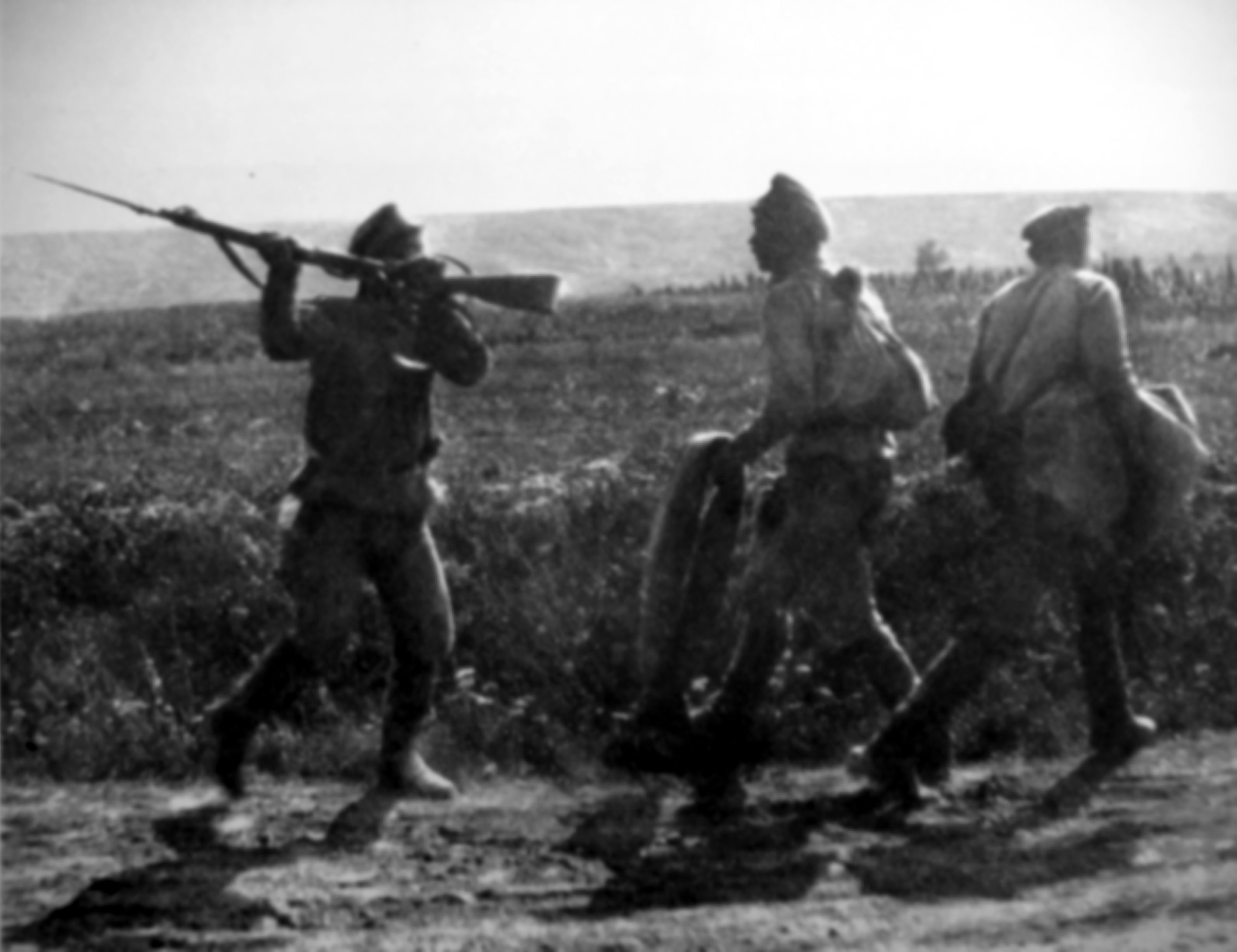
Những người lính Nga đào ngũ đang bị 1 người lính khác ép phải quay lại hàng ngũ.

Đào ngũ là thuật ngữ quân sự chỉ việc quân nhân bỏ nhiệm sở và trách nhiệm trong khi có chiến cuộc hay ở trận tiền mặc dù có thượng lệnh giữ vị trí hay giao chiến. Quân đội thường chiếu theo kỷ luật quân sự để xét xử những ai đào ngũ thông qua một tòa án quân sự hoặc tòa án binh.